# Vektor (genteknik)
Se även vektor (smittspridning).
Vektor är inom genteknik och molekylärbiologi ett redskap för att föra in DNA i levande celler. Vektorer som ofta används är plasmider och modifierade virus. 

## Plasmider
En plasmid är ett cirkulärt DNA, omkring 5000 nukleotider (baspar) långt, som kan klyvas med restriktionsenzymer. Dessa är enzymer som klyver vid en specifik DNA-sekvens som ser olika ut beroende på vilket enzym som används. Plasmiderna innehåller ett stort antal restriktionsställen där restriktionsenzymerna kan klyva. Klyvningen kan gå till på två olika sätt, antingen rakt av (blunt ends) eller genom överlappning. Vid överlappning bildas det två ändar som är enkelsträngade (DNA är vanligen dubbelsträngat). För att klona in en DNA-bit tillsätts den önskade DNA-biten (exempelvis en gen) i överskott. Det gäller att genen har en DNA-sekvens som passar in på den plats i vektorn där man har klippt med restriktionsenzymet. För att sätta samman vektorn och DNA-biten används ett ligeringsenzym.      
Transfektion (överföring)
För att få in vektorn i cellen eller bakterien finns det olika tekniker. En teknik är elektroporering som innebär att cellen utsätts för en ström som skapar tillfälliga hål i cellmembranet där vektorn kan ta sig in. En annan är att använda kalciumfosfat för transformation med värmechock. 
Selektion
Då bakterierna har getts möjligheten att ta upp vektorn måste man särskilja de bakterier som har tagit upp vektorn från dem som inte tagit upp den. Detta görs genom att odla bakterierna på en agarplatta. Förutom agarn, som är näring för bakterierna, så innehåller plattan ett antibiotikum. Plasmid-DNA-vektorn innehåller en eller flera gener. Dessa kodar för proteiner som gör bakterierna antibiotikaresistenta. På så sätt överlever endast de bakterier som har tagit upp vektorn och uttrycker proteinet.  
I naturen använder sig bakterier av plasmider för att kunna överföra genetisk information mellan två bakterier. Ett exempel är antibiotikaresistens som sprids på detta sätt. Plasmider är inte begränsade till den egna stammen utan kan även utbytas mellan två olika bakteriestammar.

## Virala vektorer
Virus kan delas in i två grupper: 1) De som sätter in sitt DNA eller RNA i värdcellen (kromosomalt), retrovirus och 2) De som sätter det episomalt, till exempel adenovirus. Skillnaden är att det som satts in kromosomalt förs över vid nästa celldelning, till skillnad från det episomala. Syftet med virus är att använda deras naturliga förmåga att ta sig in i cellen och sätta in den egna arvsmassan i värdcellens genom. Konsekvensen blir att cellen börjar att tillverka virus istället för vad den normalt skulle göra. Just detta beteende är vad man hoppas kunna utnyttja inom genterapin, genom att få viruset att åtgärda ett fel i cellen. 
Det primära användningsområdet är att kunna behandla sjukdomar som bara beror på ett fel i en gen, exempelvis SCID. Det stora problemet med virala vektorer är att om de sätter in genen på fel plats så kan de störa den naturliga cellregleringen. Konsekvensen av detta blir att en cancercell bildas. Det är alltså den stora nackdelen med de virala vektorerna - även om sjukdomen har botats så har många personer sedan utvecklat någon form av cancer. Detta har man försökt att lösa genom att ta bort så mycket som möjligt av virusets egna genom.

## Icke-virala
På grund av nackdelarna med virala vektorer har man även försökt att utveckla icke-virala vektorer. Ett exempel på en icke-viral vektor är en micell som består av ett lipofilt ytterlager, och har sitt DNA i mitten. När micellen möter cellmembranet ska de smälta samman och på så sätt ge upphov till DNA. Än så länge är dock effektiviteten alldeles för låg.      